# Museo Histórico de Buenos Aires Cornelio de Saavedra
El Museo Histórico de Buenos Aires Cornelio de Saavedra se encuentra ubicado en la Avenida Crisólogo Larralde 6309 dentro del Parque General Paz, en la Ciudad de Buenos Aires. 
En él se exhiben objetos relacionados con la vida cotidiana y a los principales acontecimientos políticos y sociales del siglo XIX.

## Historia
El museo fue inaugurado el 6 de octubre de 1921 y fue llamado originalmente Museo Municipal de Buenos Aires. Su patrimonio se componía de la colección de objetos históricos y artísticos que había donado Serviliano Ricardo Rafael Zemborain (1872-1912) a la Municipalidad de Buenos Aires según su voluntad testamentaria.
El museo tuvo varias sedes durante la primera mitad del siglo XX, comenzó a funcionar en la planta alta de un edificio ubicado en la Av. Corrientes 939, en 1936 fue trasladado a Cerrito 281 y en 1937 a la calle Quintana 84-88.

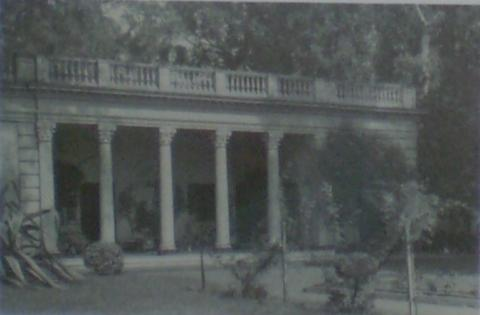
Fachada de la sede original.

En 1941 se destinó la chacra que pertenecía a Luis María Saavedra, sobrino de Cornelio de Saavedra, como sede de un nuevo museo que se llamaría como el presidente de la Primera Junta. El intendente Carlos Alberto Pueyrredón le encargó el acondicionamiento del edificio existente al arquitecto Manuel Augusto Domínguez, un especialista en arquitectura colonial, quien decidió modificar sus líneas arquitectónicas para adaptarlo al estilo de las quintas aledañas a Buenos Aires de la primera mitad del siglo XIX, lo que incluyó la mutilación de parte de la casona de la chacra, en tanto la decoración y arreglos interiores los realizó la esposa del intendente y bisnieta del brigadier general Cornelio de Saavedra, Silvia Saavedra Lamas de Pueyrredón; el viejo museo reabrió sus puertas con nuevo nombre y sede propia el 25 de mayo de 1942 y las colecciones presentadas en el mismo giraban en torno a Saavedra.
En 1947 este museo fue fusionado con el Museo Municipal de Buenos Aires, que por ese entonces funcionaba en un edificio ubicado en Fray Cayetano 65. En 1955 la casona donde se alojaba el museo fue ampliada porque tuvieron que construirse dos pabellones, debido al aumento en el patrimonio museológico. De esta forma el edificio del museo, ubicado en el Parque General Paz en el barrio de Saavedra, obtuvo la estructura arquitectónica que puede observarse en la actualidad.

## Cañones

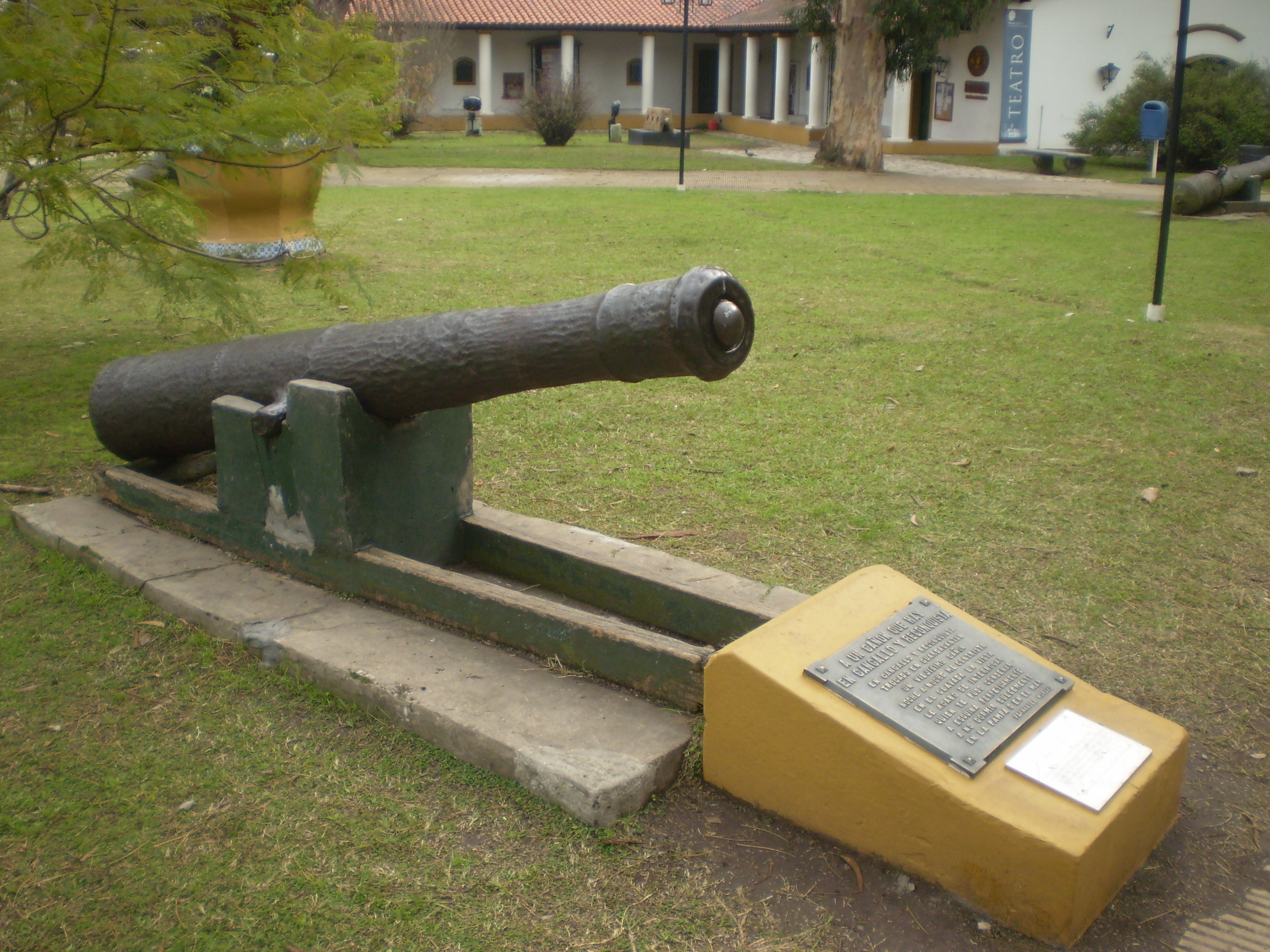
Viejo cañón.

En los jardines del museo se exponen varios cañones, uno de ellos presenta la curiosidad de haber recibido el homenaje de una poesía de Baldomero Fernández Moreno. En sus placas se da cuenta de su historia: «Cuando acabó su vida útil, sirvió como guarda cantón (poste que protegía a los edificios de los golpes de los carruajes) en la iglesia de la Merced en la actual esquina de las calles Reconquista y General Juan Domingo Perón» (antes denominada Cangallo). 

A un cañón que hay en Cangallo y Reconquista

En Cangallo y Reconquista
trocado en guarda cantón
un viejísimo cañón
 noche a noche me contrista
en él, clavada la vista
le acabo de interrogar
quién te pudo condenar
a esquina perpetuamente
a no dormir dulcemente
en la pampa o en el mar.
Baldomero Fernández Moreno

## Comunicación y acceso al Museo
El museo está muy bien comunicado por encontrarse al costado de la Avenida General Paz, además pasan por el parque las líneas de colectivos: 
- 21 28 71 110 111 117 127 140 169 176